# Клод Луј Навје
Клод Луј Навје (фр. Claude-Louis Navier; Дижон, 10. фебруар 1785 — Париз, 21. август 1836) рођен као Клод Луј Мари Анри Навје био је француски инжењер и физичар са специјализацијом у механици.
Навје-Стоксове једначине су назване по њему и Џорџу Габријелу Стоксу.

## Биографија
Након смрти Навјеовог оца 1793. године, мајка је оставила његово образовање у рукама ујака Емилана Готеа, инжењера Трупе за мостове и путеве (Corps des Ponts et Chaussées). Године 1802, Навје је уписао Политехничку школу, а 1804. године наставио је своје студије у Националној школи за мостове и путеве, на којој је дипломирао 1806. године. Касније је наследио свог ујака као Inspecteur general у Трупама за мостове и путеве.
Навје је управљао конструкцијама мостова код Шоасија, Анијера и Аржантеја и саградио је пешачки мост за Ил де ла Сите у Паризу.
Године 1824, Навје је примљен у Француску академију наука. Године 1830, постао је професор у Националној школи за мостове и путеве, а наредне године је заменио избеглог Огистена Луја Кошија као професор калкулуса и механике у Политехничкој школи.

## Доприноси
Навје је формулисао генералну теорију еластичности у математички употребљивом облику (1821), што је омогућило да она буде доступна са довољном тачношћу пољу грађевине. Године 1819, успео је да утврди нулту линију механичког нормалног напона, коначно исправивши Галилејеве нетачне резултате, а 1826. године дефинисао је еластички модуо као особину материјала независних од другог момента површине. Навје се, стога, често сматра оснивачем модерне структурне анализе.
Његов највећи допринос, међутим, остају Навје-Стоксове једначине (1822), значајне за механику флуида.